# Hélice de maniobra

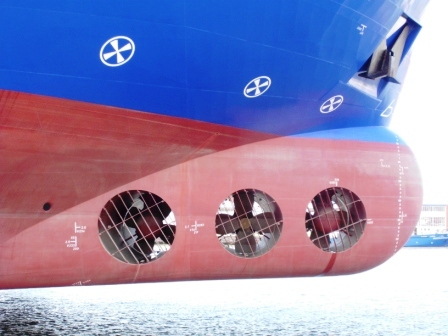
Un barco equipado con propulsores de túnel, marcado por los símbolos x rodeados (x) por encima de la línea de agua

La hélice de maniobra, propulsor de maniobra (o también hélice de proa ) es un dispositivo de impulsión transversal incorporado, o montado en, ya sea en proa o en popa, de un barco para hacerlo más maniobrable. Los propulsores de proa permiten atracar con más fácilidad, ya que permiten al capitán girar la embarcación hacia babor o hacia estribor, sin utilizar el mecanismo principal de propulsión que requiere algo de movimiento adelante para poder maniobrar; la efectividad de un propulsor de maniobra se reduce en cualquier movimiento hacia adelante debido al efecto Coandă . Un propulsor de popa tiene el mismo principio, pero montado en la popa. Los barcos grandes pueden tener varios propulsores de proa y de popa.

## Propulsor de túnel

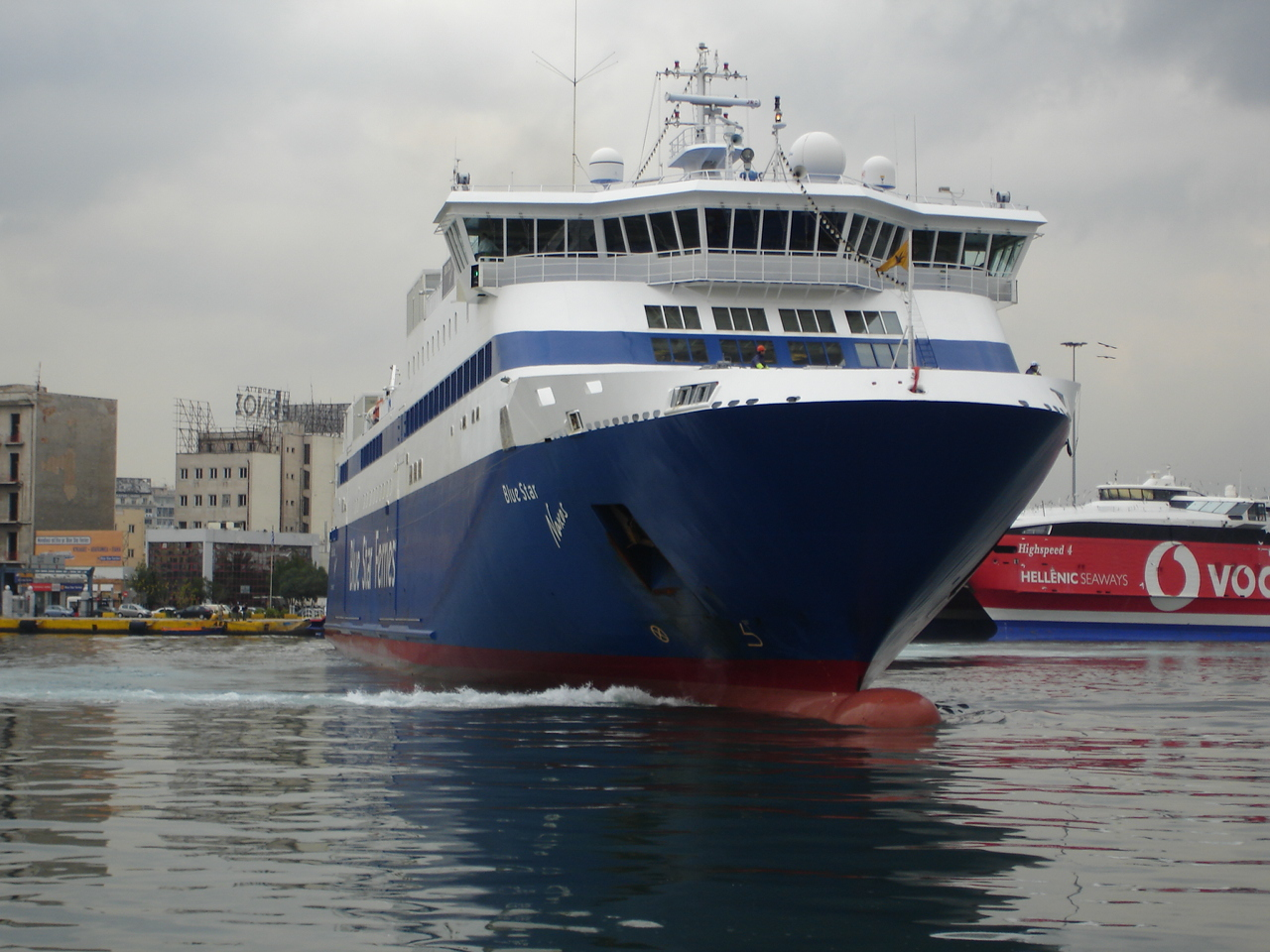
Un propulsor de proa en acción. Fíjese en el chorro de agua transversal.

Los barcos grandes suelen tener uno o más propulsores de túneles incorporados en la proa, por debajo de la línea de agua. Un impulsor en el túnel puede crear empuje en cualquier dirección que hace que el barco gire. La mayoría de los propulsores túneles son impulsados por motores eléctricos, pero algunos funcionan hidráulicamente. Estos propulsores de proa, también conocidos como propulsores de túnel, pueden permitir que el barco atraque sin ayuda de remolcadores, ahorrando los costes de este servicio. Los barcos equipados con propulsores de túnel tienen normalmente un letrero marcado por encima de la línea de flotación de cada propulsor a ambos lados, como una cruz dentro de un círculo rojo: (x) .
Los propulsores de túnel aumentan la resistencia del barco al movimiento hacia delante dentro del agua, pero se puede paliar mediante una corrección de la apertura del túnel hacia popa. Los operadores del buque deben cuidar de evitar la interacción del túnel y de la hélice motriz, ya sea mediante el uso de una reja de protección o limpiando bien el túnel. Durante el diseño del barco, es importante determinar si al salir el túnel por encima de la superficie del agua puede ser frecuente con olas grandes. La acción del túnel puede afectar al funcionamiento del propulsor principal.

## Propulsores de proa externos

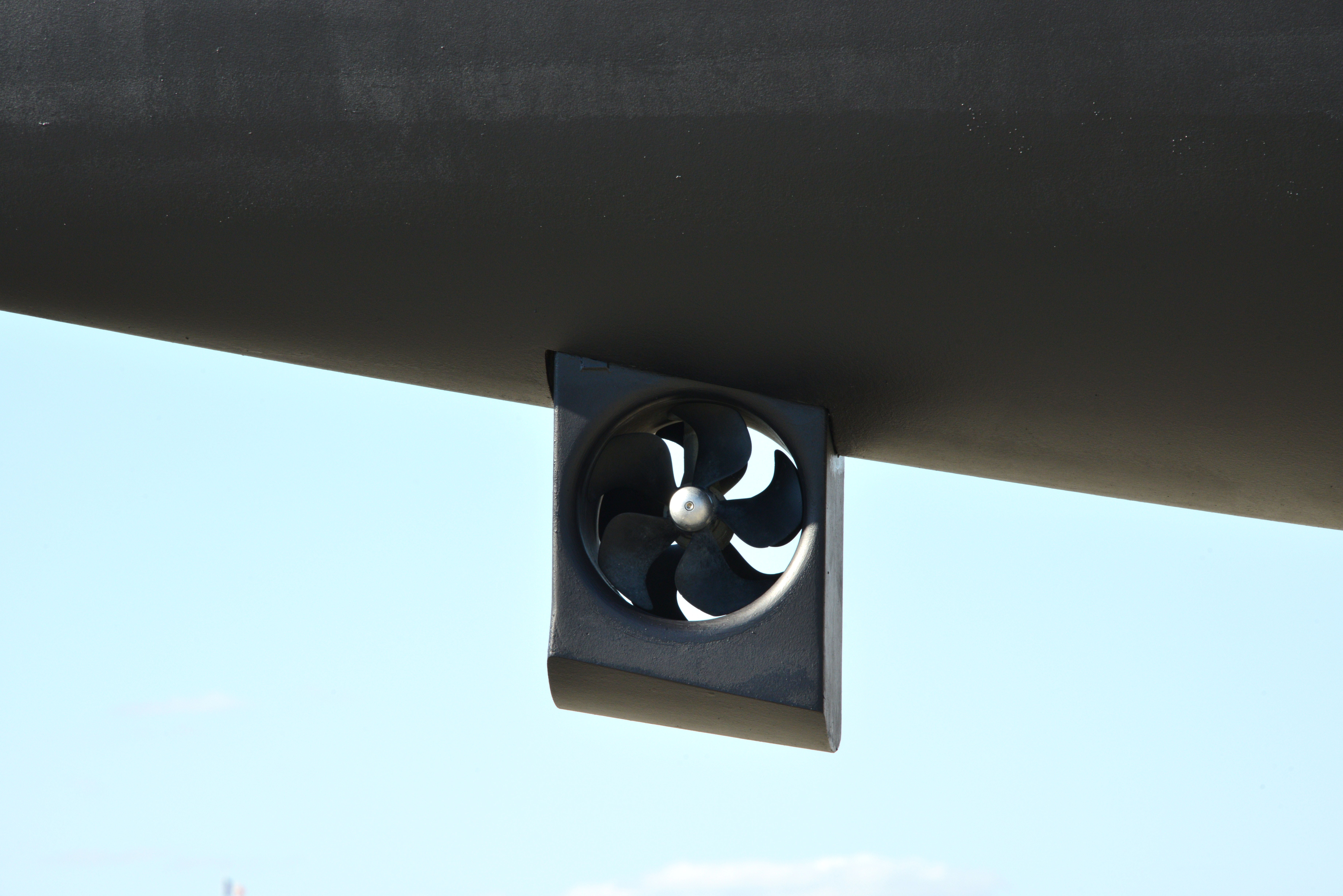
Una hélice de proa retráctil bajo la parte delantera de un velero

En lugar de un propulsor de túneles, los barcos de 9 a 24 m de longitud de 30 a 80 pies pueden tener un propulsor de proa montado externamente . Como su nombre indica, un propulsor externo de proa se une a la proa, haciéndolo adecuado para embarcaciones donde sea imposible o indeseable instalar un propulsor de túneles, debido a la forma del casco o de su equipamiento. Los propulsores de proa montados externamente tienen una o más hélices impulsadas por un pequeño motor eléctrico reversible que proporciona empuje en cualquier dirección. El control añadido que proporciona un propulsor de proa ayuda al capitán a evitar accidentes mientras atracan.

## Propulsores de chorro de agua (waterjet)
Un propulsor a chorro de agua (waterjet) es un tipo especial de propulsor de proa que utiliza un dispositivo de bombeo en lugar de una hélice convencional. El agua se descarga a través de boquillas especialmente diseñadas que aumentan la velocidad del chorro de salida. propulsor a chorro de agua, generalmente tienen la ventaja de penetraciones más pequeñas del buque por un propulsor de tamaño equivalente. Además, la mayor velocidad de salida del agua aumenta la eficiencia relativa a medida que aumentan las velocidades de desplazamiento o las corrientes, en comparación con los propulsores de túnel estándares. Se pueden configurar algunos propulsores de proa de chorro de agua que ofrecen propulsión auxiliar adelante y en popa, o incluso una propulsión completa de 360 grados.